# Черненко Василь Іванович
Васи́ль Іва́нович Черне́нко (нар. 1 січня 1959, Звенигородка, СРСР) — український військовик, генерал-лейтенант Повітряних сил ЗС України, командир Повітряного командування «Південь» (з грудня 2017). Льотчик першого класу.

## Життєпис
Василь Черненко народився у Звенигородці, що на Черкащині. З 1978 по 1982 рік навчався у Чернігівському вищому військовому авіаційному училищі льотчиків.
З 1982 року — льотчик, а з 1983 року — старший льотчик винищувального авіаційного полку. Впродовж 1984–1987 років (з невеликою перервою) був командиром ланки винищувального авіаційного полку. З 1987 — заступник командира, а з 1988 року — командир ескадрильї.
З 1989 по 1992 рік навчався у Військовій командній академії ППО імені Г. К. Жукова, після закінчення якої до 1998 року очолював авіаційну ескадрилью винищувального авіаційного полку. З 1998 року — командир авіаційної ескадрильї винищувальної авіаційної бригади, а з 2000 року — заступник командира бригади. З листопада 2001 по грудень 2003 — командир винищувального авіаційного полку. У 2003–2004 роках знову обіймав посаду заступника командира авіаційної винищувальної бригади.
У грудні 2004 року Василь Черненко очолив 204-ту авіаційну винищувальну бригаду Повітряних сил ЗСУ, що у 2007 році була визнана одним з найкращих формувань ПС ЗСУ.
Військовий льотчик 1-го класу. Спеціалізація — МіГ-29. Станом на 2007 рік мав загальний наліт 1476 годин.
З березня 2009 року Черненка призначено на посаду заступника командувача ВМС ЗС України з авіації — начальника управління авіації та протиповітряної оборони Командування ВМС України (в/ч А0456). Під його керівництвом було значною мірою вдосконалено структуру управління, продовжено роботу з нарощування кількості боєздатної авіаційної техніки та боєздатних льотних екіпажів бригади, організовано роботу науково-тренувального комплексу «НИТКА».
23 серпня 2014 року Указом Президента України № 679/2014 Василю Черненку було присвоєне військове звання генерал-майора. 
У грудні 2017 року призначений командиром Повітряного командування «Південь». 
З травня 2019 року Василю Черненку було присвоєне військове звання генерал-лейтенанта.

## Нагороди
- Орден Богдана Хмельницького III ступеня (3 грудня 2010) — за вагомий особистий внесок у зміцнення обороноздатності Української держави, зразкове виконання військового обов'язку, високий професіоналізм та з нагоди 19-ї річниці Збройних Сил України[4]
- Медаль «За військову службу Україні» (20 серпня 2007) — за вагомий особистий внесок у зміцнення обороноздатності і безпеки Української держави, бездоганне виконання військового і службового обов'язку, високий професіоналізм[5]
- Відзнака міністерства оборони України «Доблесть і честь»
- Відзнака «Ветеран військової служби»
- Медаль «10 років Збройним Силам України»
- Медаль «15 років Збройним Силам України»

## Сім'я
Одружений. Разом з дружиною Людмилою Анатоліївною, що проходила військову службу за контрактом у в/ч А-2255, виховав двох синів: Анатолія та Владислава.